# Friedrich-Wilhelm von Rothkirch und Panthen
Friedrich-Wilhelm von Rothkirch und Panthen (16 de febrero de 1884-24 de diciembre de 1953) fue un general alemán durante la II Guerra Mundial. Fue condecorado con la Cruz de Caballero de la Cruz de Hierro de la Alemania Nazi. Rothkirch und Panthen se retiró del servicio activo el 30 de noviembre de 1943.

## Condecoraciones
- Cruz de Caballero de la Cruz de Hierro el 15 de agosto de 1940 como Generalmajor y comandante de la 13.ª División de Infantería Motorizada (13. Infanterie-Division (motorisiert))[1]